# 輝銀鉱
輝銀鉱（きぎんこう、argentite）は銀の硫化鉱物。高温で安定な鉱物で、常温では針銀鉱（しんぎんこう、acanthite、硫銀鉱とも）へと遷移するが、これも伝統的に輝銀鉱とよんでいる。
輝銀鉱はもっとも重要な銀鉱石のひとつであり、日本の銀鉱山の銀黒（ぎんぐろ）は輝銀鉱が主成分である。

## 特徴・性質
化学組成は Ag2S。輝銀鉱は等軸晶系であるが、179℃以下では単斜晶系へと変化して針銀鉱となる。ただし、輝銀鉱として生成されたものは見た目は輝銀鉱のまま内部のみ変化するため、輝銀鉱仮晶として認識される。低温で針銀鉱として生成されたものは針状の形態となる。両鉱物の区別は、X線か反射顕微鏡が必要となる。
モース硬度は2から2.5で非常に柔らかい。金属光沢をしており、色は暗鉛灰色で、条痕も黒灰色である。比重 7.24。へき開無し。
熱すると SO2 を発生して熔けるが、昇華物が生じない点でテルル銀鉱やセレン銀鉱と区別できる。

## 語源
英名の argentite は、ラテン語で銀を意味する argentum に由来する (W.K.von Haidinger, 1845)。
日本語名の輝銀鉱は、ドイツ語の silber Glanz に由来する。英語では silver glance である。